# 佛蒙特州議會大廈
佛蒙特州議會大廈（Vermont State House）是美國佛蒙特州議會的開會地點和佛蒙特州長的辦公場所，位於佛蒙特州首府蒙特佩利爾。現在的州議會大廈是第三代議會大廈。1980年代佛蒙特州議會大廈進行了大規模修繕。